# كريس بارتلي
كريس بارتلي (بالإنجليزية: Chris Bartley)‏ هو مجدف بريطاني، ولد في 2 فبراير 1984 في ريكسهام في المملكة المتحدة.

## وصلات خارجية
- كريس بارتلي على موقع الاتحاد الدولي للتجديف (الإنجليزية)
- كريس بارتلي على موقع اللجنة الأولمبية الدولية (الإنجليزية)
- كريس بارتلي على موقع أوليمبيديا (الإنجليزية)
- كريس بارتلي على موقع اللجنة الأولمبية البريطانية (الإنجليزية)